# Podhořany u Nových Hradů
Podhořany u Nových Hradů (německy Podhorschan) jsou malá vesnice a část obce Leština v okrese Ústí nad Orlicí. Nachází se asi 1,5 kilometru východně od Leštiny. Podhořany u Nových Hradů je také název katastrálního území o rozloze 1,77 km².

## Historie
První písemná zmínka o vesnici pochází z roku 1563.

## Galerie

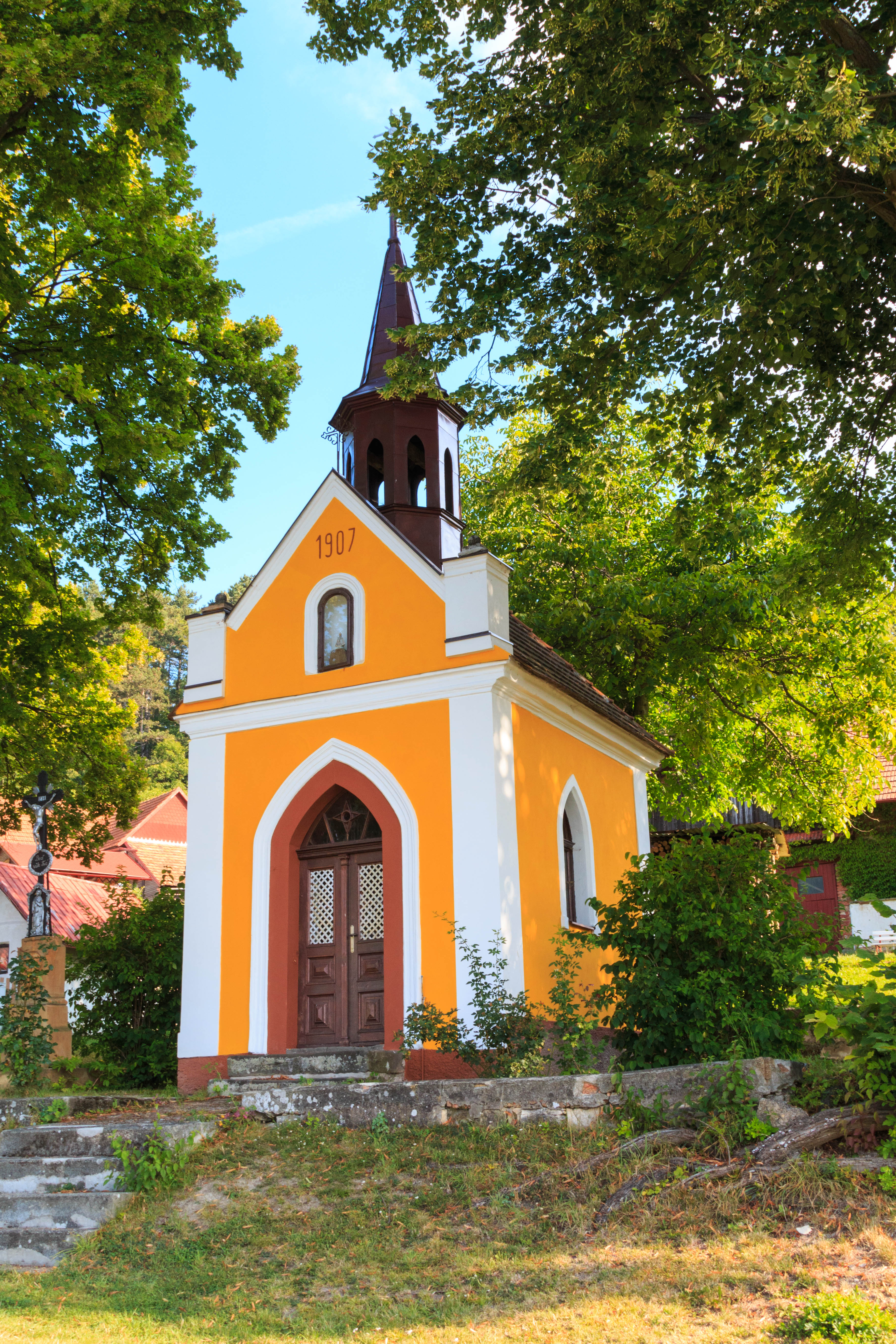
Kaple
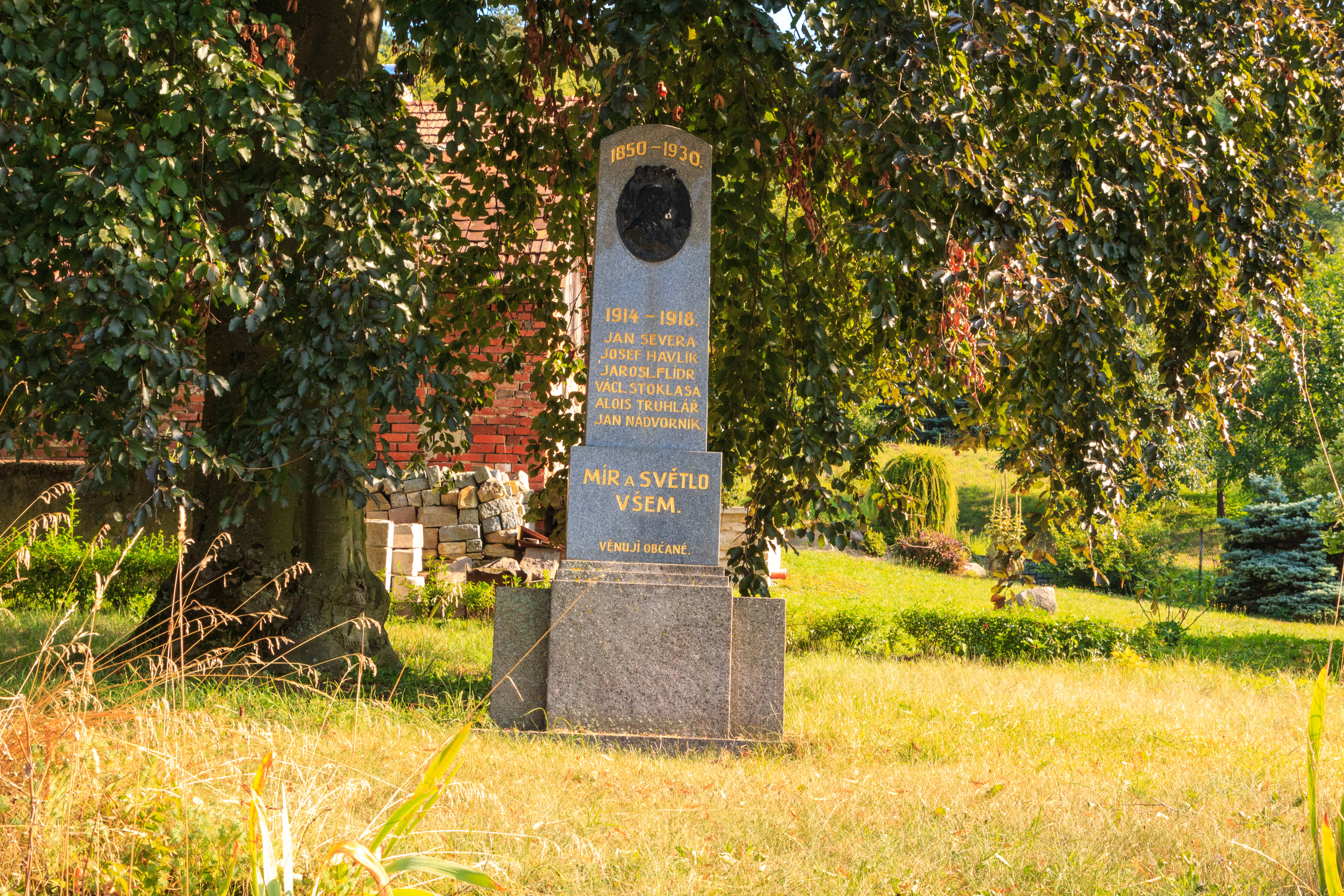
Pomník padlým
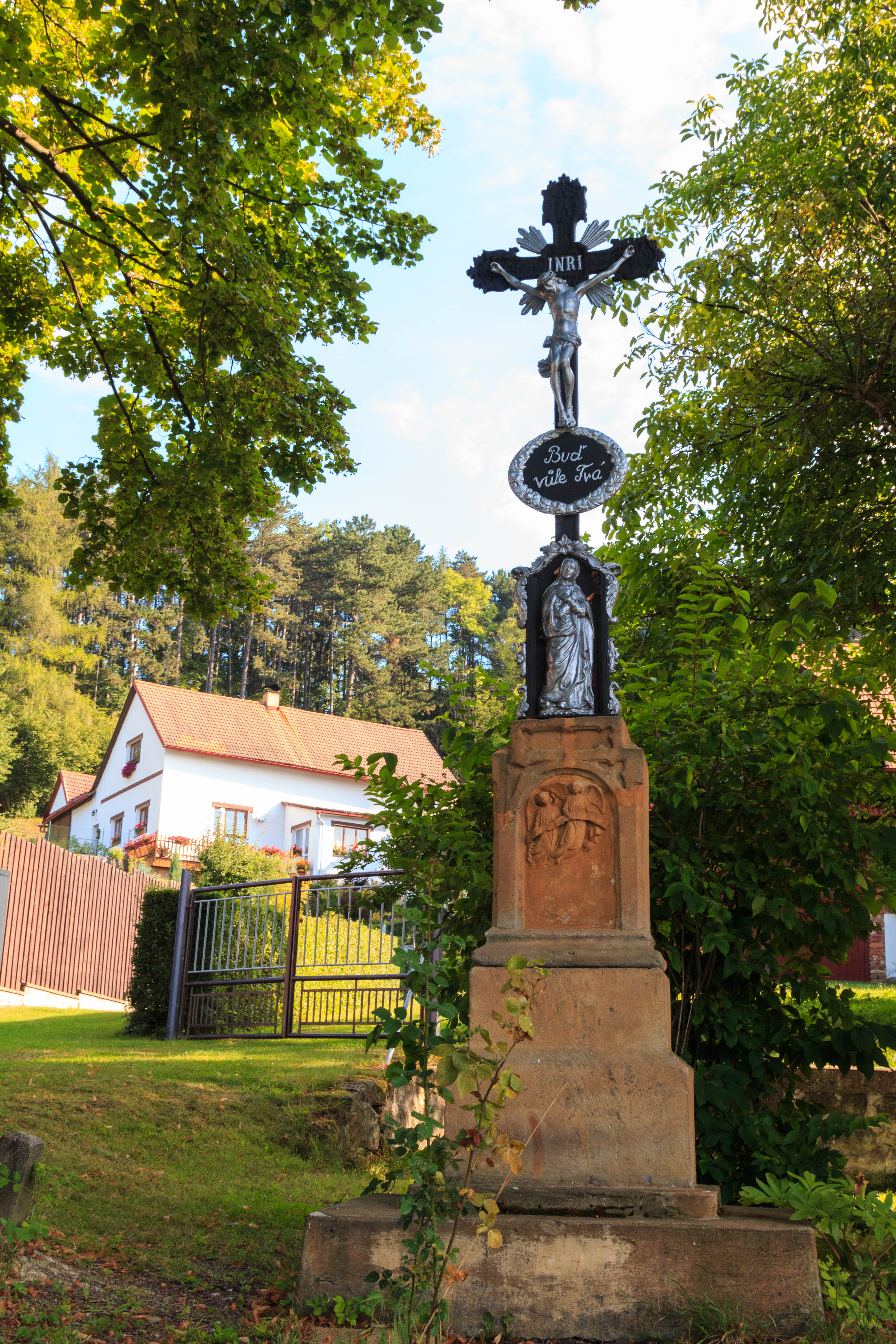
Křížek
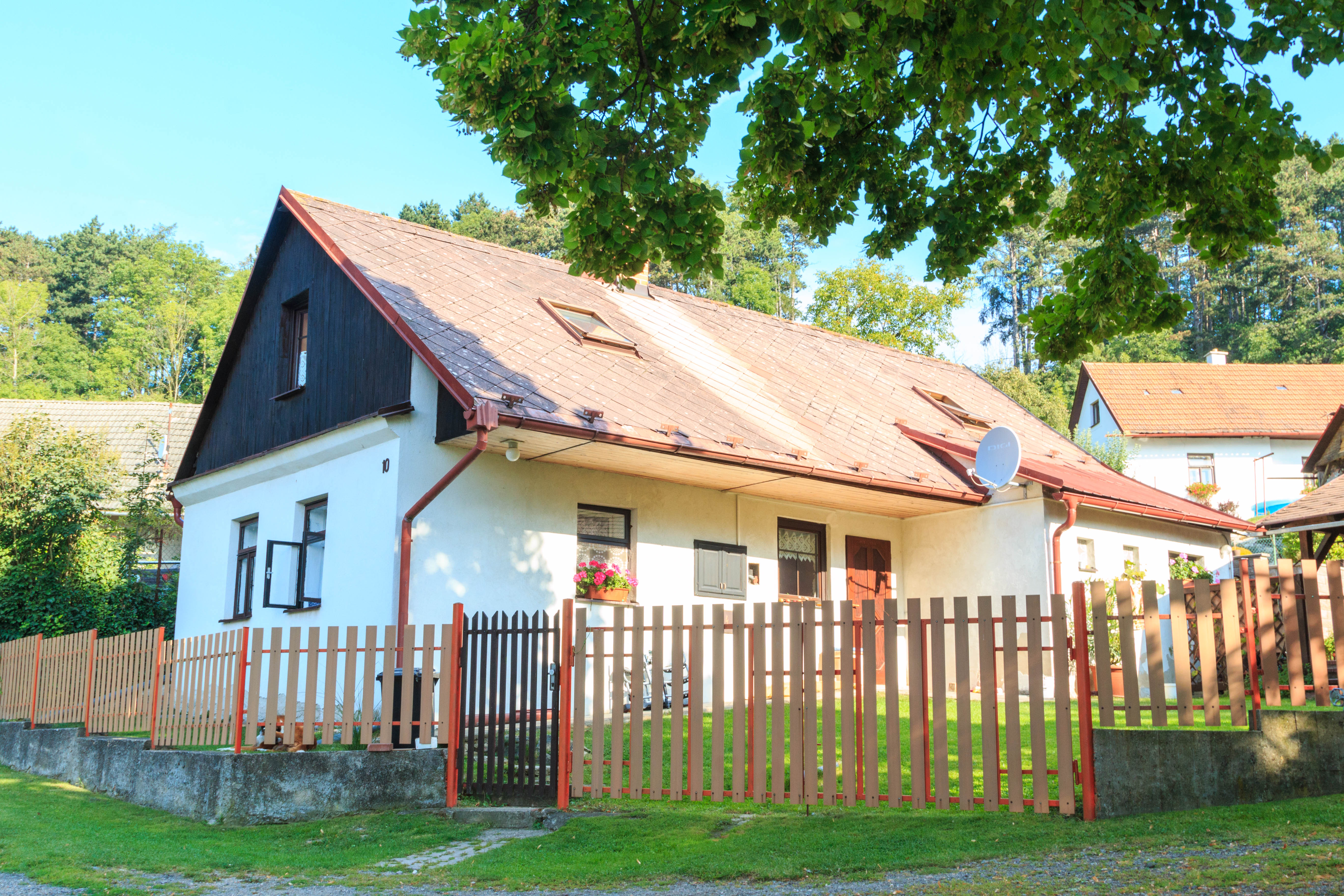
Dům čp. 10